# Dirigeerstok
Een dirigeerstok (ook bekend onder de naam baton) is een dunne stok ter lengte van 25 à 60 cm, gemaakt van hout (bijvoorbeeld van de haagbeuk), tegenwoordig ook wel van koolstof- of glasvezelversterkte kunststof, met een kegelvormig houten of kurken handvat.

## Gebruik
De dirigeerstok wordt door een dirigent gebruikt als hulpmiddel om aan de musici van een orkest of ensemble de muzikale betekenis van de partituur over te dragen. Met de stok kan hij of zij het tempo aangeven, maar ook de maatsoort, de dynamiek, inzetten van spelers en het karakter en/of de emotionele lading van een compositie.
Vanouds dirigeerde men een koor of orkest met de handen, maar veel moderne dirigenten gebruiken liever een dirigeerstok, omdat voor musici het puntje en de beweging van de stok van afstand beter te zien zijn dan een handbeweging. Doorgaans zal de combinatie van lichaamstaal en de beweging van de dirigeerstok (de dirigeerslag) bepalen of musici de bedoelingen van de dirigent begrijpen.

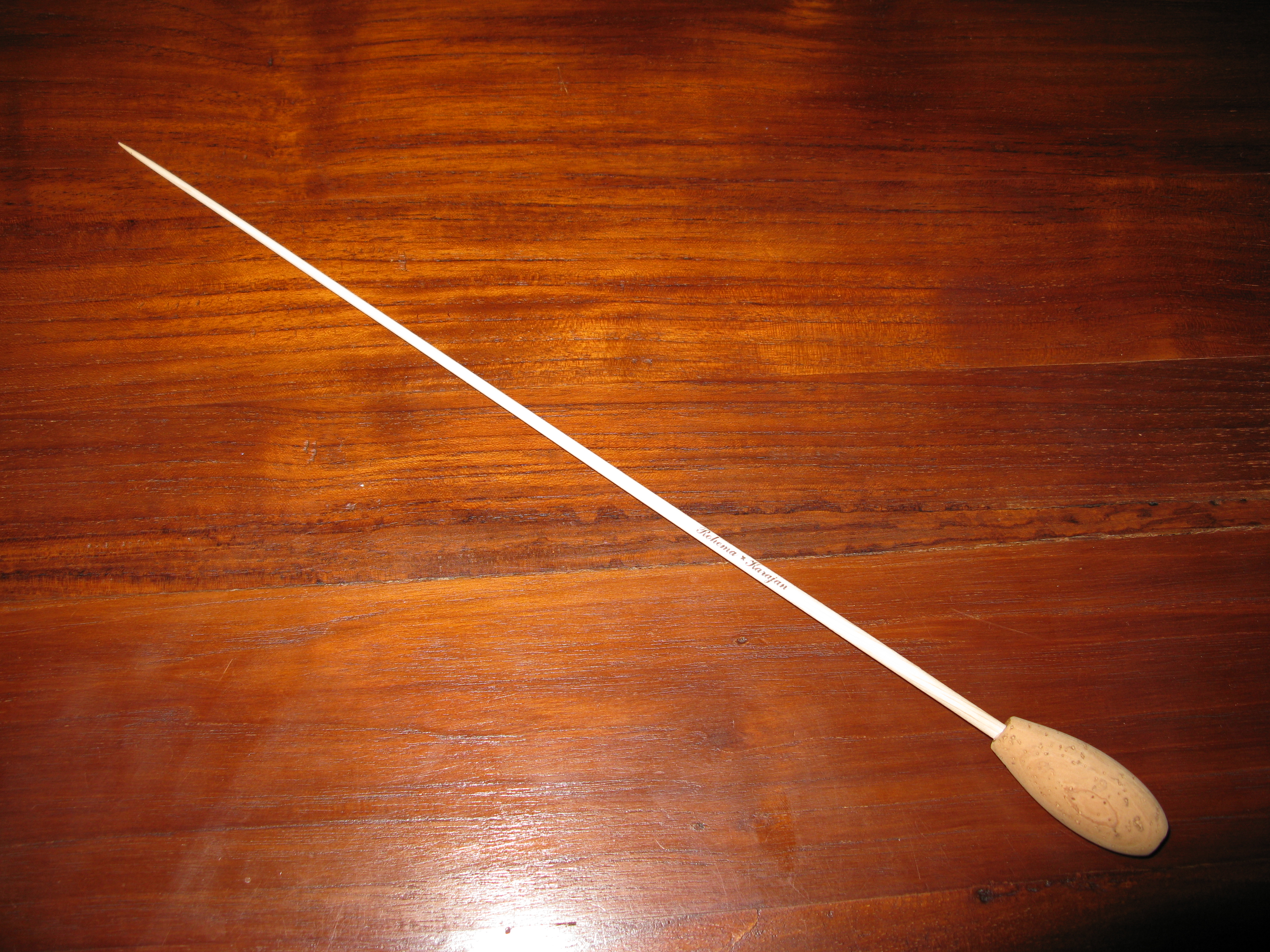
Moderne dirigeerstok, gemaakt van hout van de hagedoorn met kegelvormig handvat van kurk
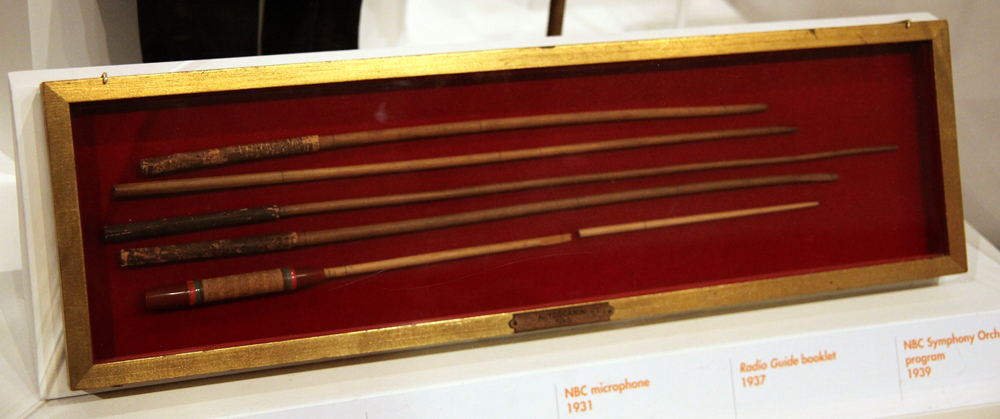
De dirigeerstokken van Arturo Toscanini
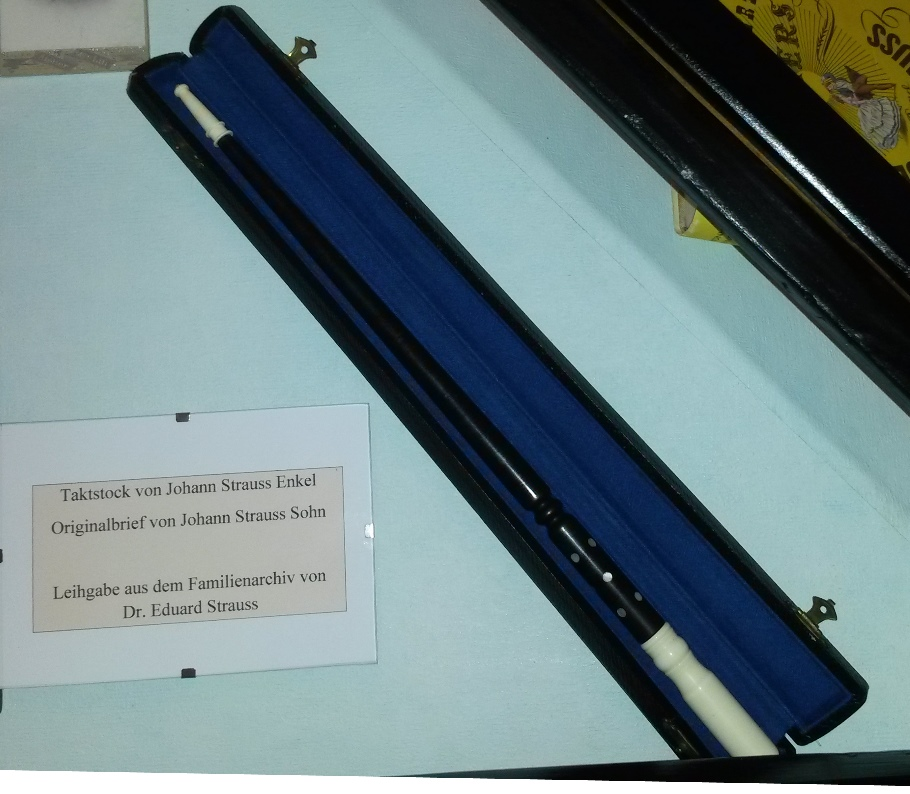
Dirigeerstok van Johann Strauss III in foedraal

Dirigenten in de 17e en 18e eeuw hadden nog geen dirigeerstok. Zij stampten op de grond met een staf om de maat aan te geven. Beroemd is het verhaal dat Jean-Baptiste Lully met zijn staf op zijn voet stampte, waarna hij op 22 maart 1687 aan koudvuur overleed. Louis Spohr en Felix Mendelssohn Bartholdy behoorden tot de eersten die in de periode 1825 - 1832 de dirigeerstok ter hand namen. De baton werd populair halverwege de 19e eeuw. In die tijd zagen sommige orkestleden dat met vrees aan, bang als ze waren voor agressie van de dirigent. Geheel uit de lucht gegrepen was dat niet, want een van de pioniers van de baton, de Britse dirigent Daniel Turk, sloeg er zo woest mee, dat hij in Manchester een kroonluchter raakte en zichzelf bedolf onder glasscherven. Anderhalve eeuw later plantte Enrique Jordá in Antwerpen zijn dirigeerstok bij een ongecontroleerde beweging in zijn neus en dirigeerde bloedend verder met de woorden: "Ik ben Dracula".
Dirigenten kunnen de dirigeerstok naar hun eigen voorkeur laten vervaardigen. Henry Wood en Herbert von Karajan waren daarvan voorbeelden. Van Gaspare Spontini is bekend dat hij een speciale dirigeerstok van ebbenhout met ivoren uiteinden liet maken, toen hij in 1844 in Dresden kwam dirigeren. Willem Mengelberg had, zoals op zijn opnamen te horen is, de gewoonte om aan het begin van een uitvoering twee tikjes met de dirigeerstok op de lessenaar te geven. Van sommige dirigenten wordt de dirigeerstok bewaard, bijvoorbeeld die van Wilhelm Furtwängler in het Muziekinstrumentenmuseum in Berlijn. Robert Stolz gebruikte de stok die hij van Franz Lehár had geërfd en die van Johann Strauss jr. was geweest, met diens initialen gegraveerd in zilver.

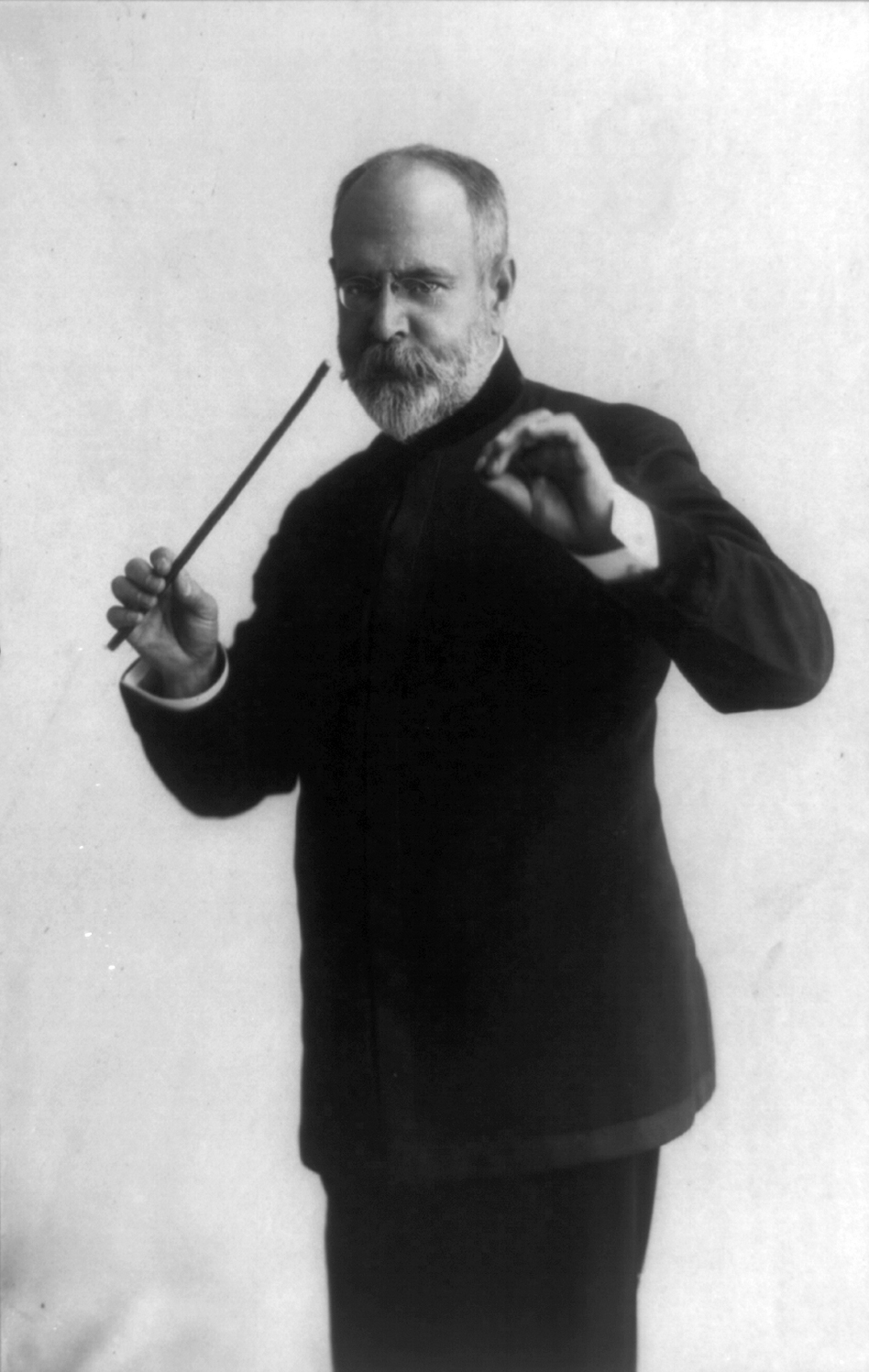
John Philip Sousa (1911)
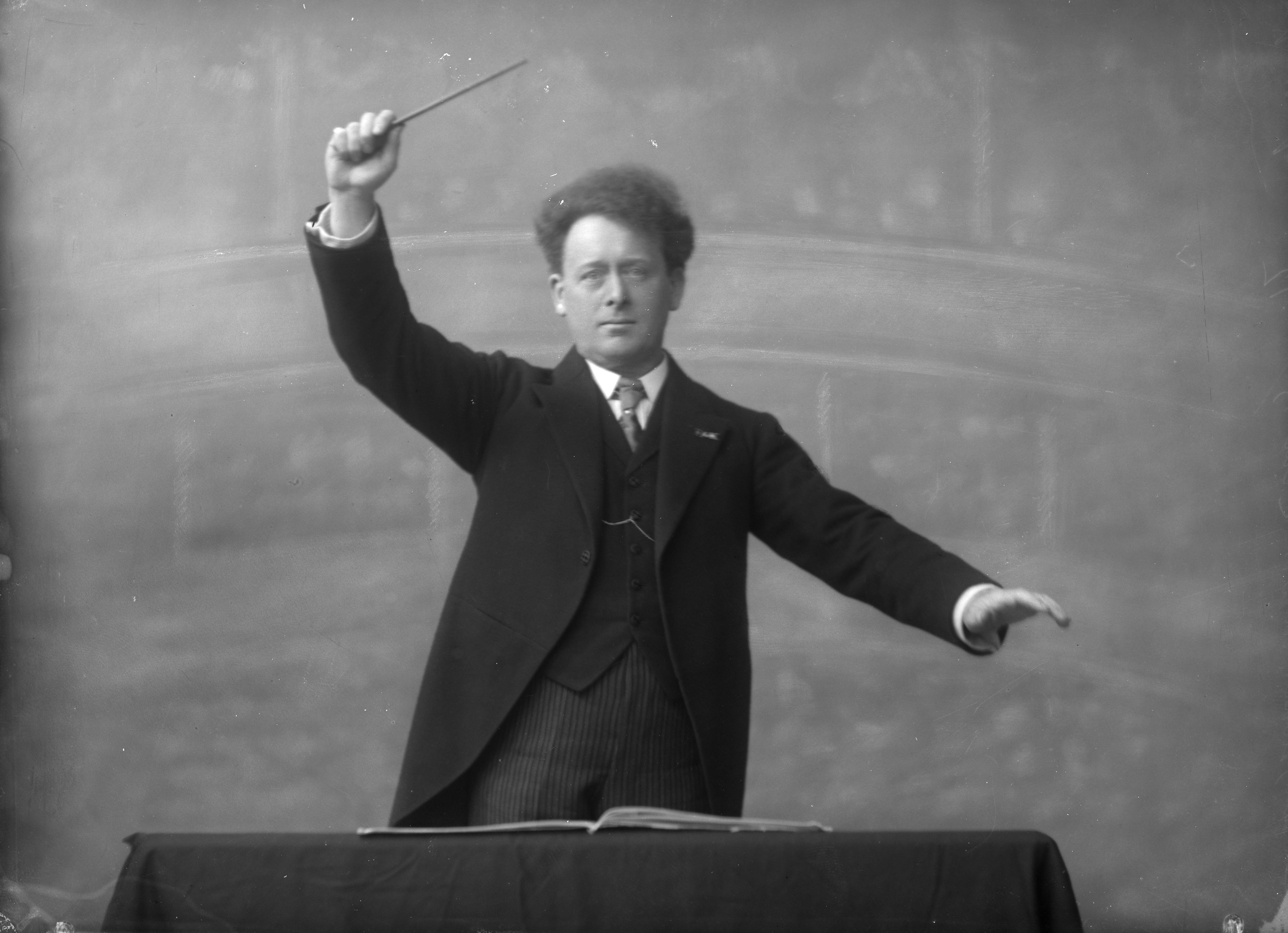
Willem Mengelberg (1919)
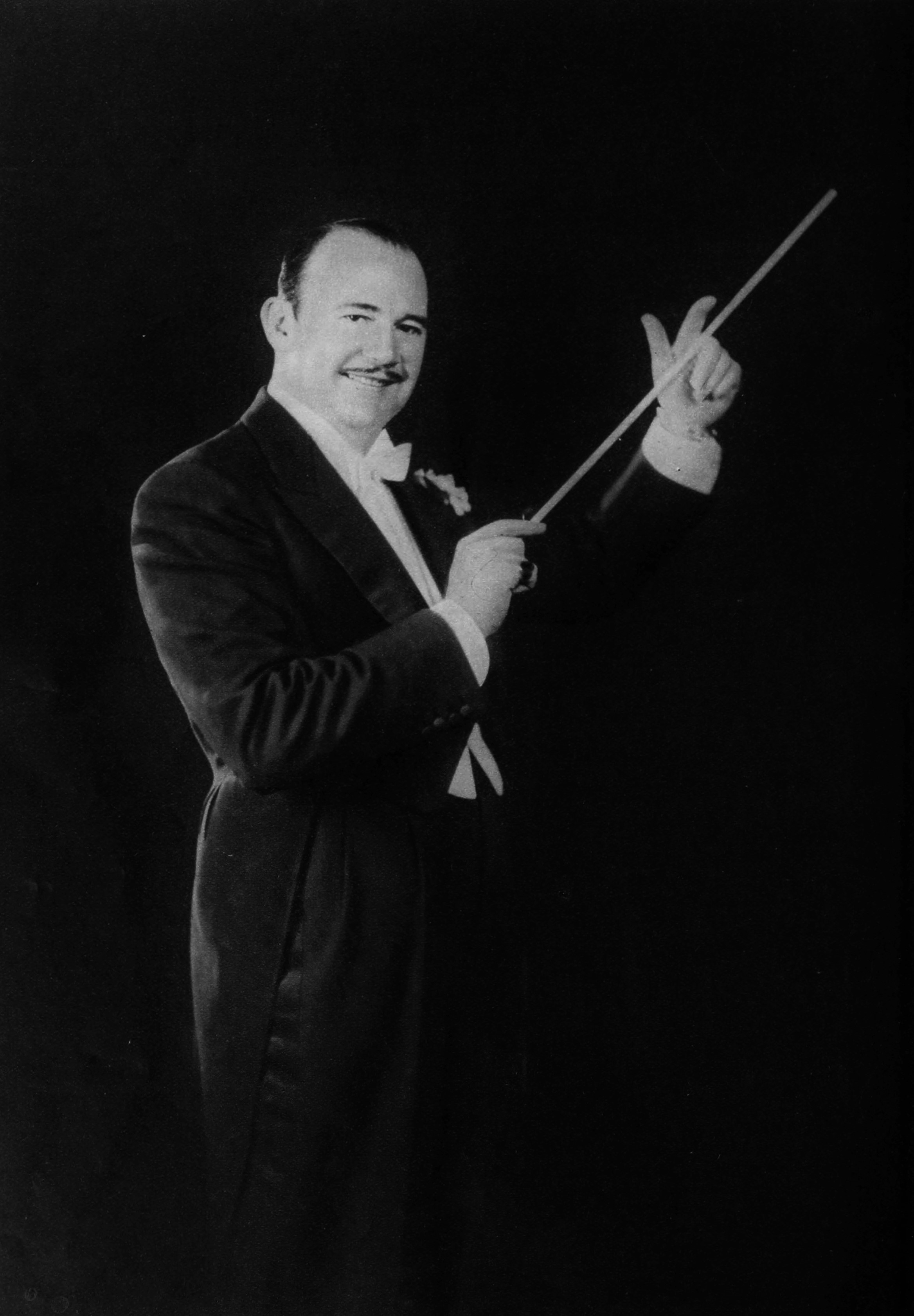
Bigbandleider Paul Whiteman (1934)
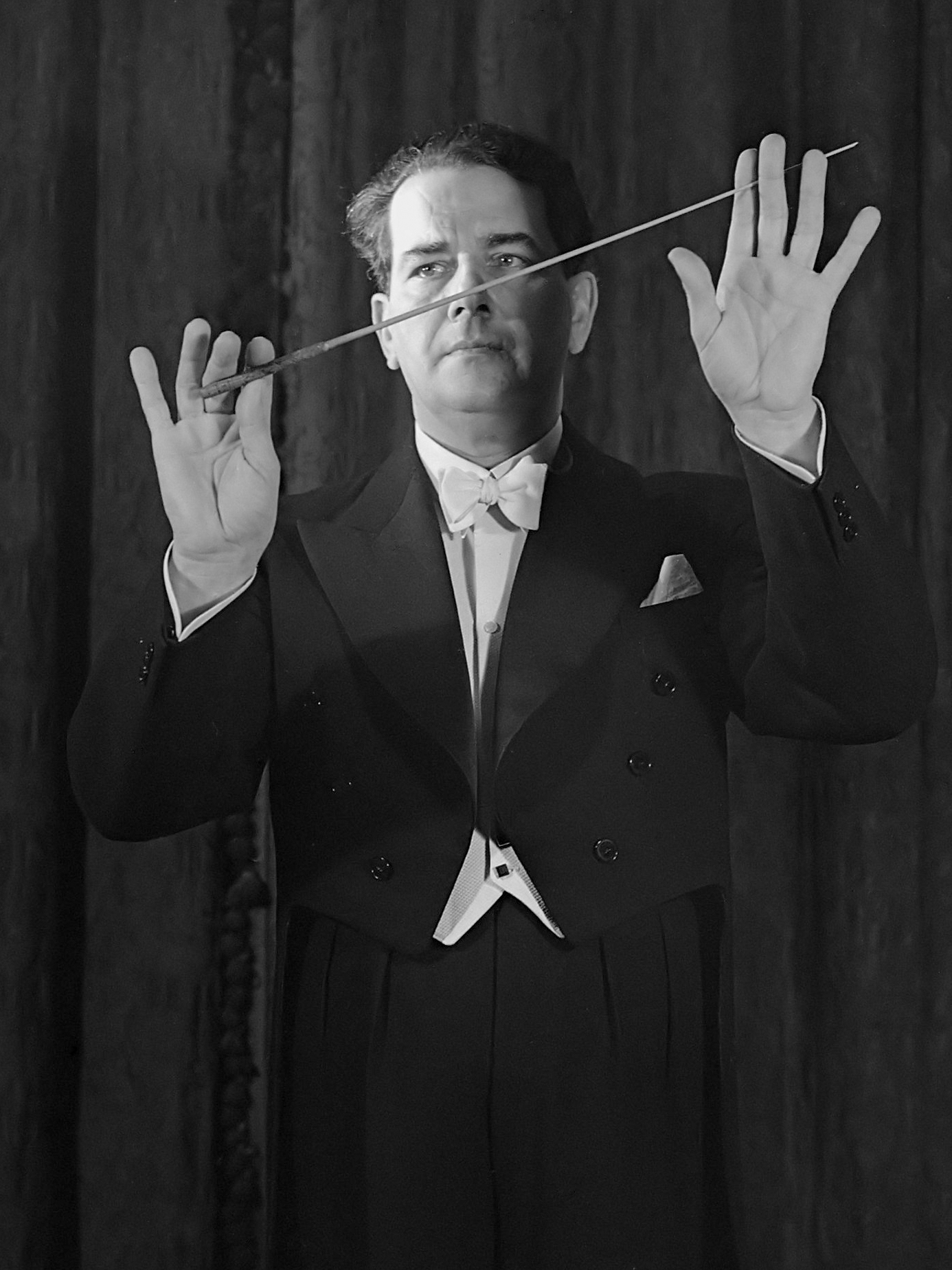
Eduard van Beinum (1946), nog met stok
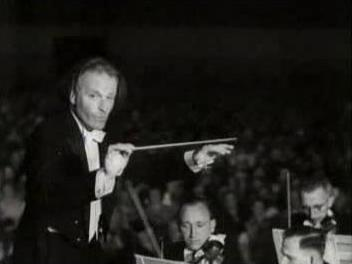
Willem van Otterloo (1951)
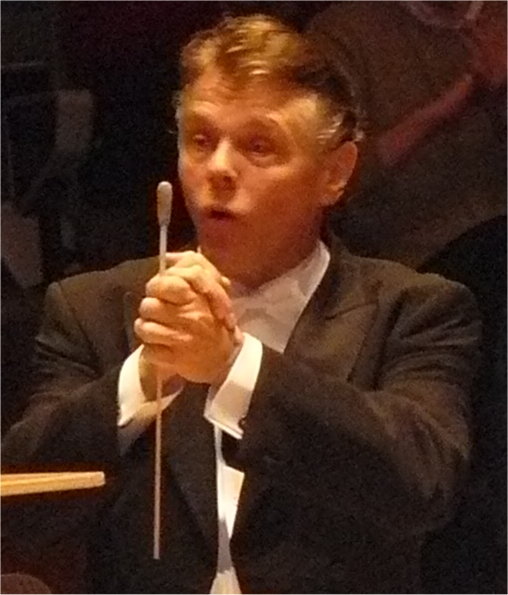
Mariss Jansons tijdens slotapplaus (2008)
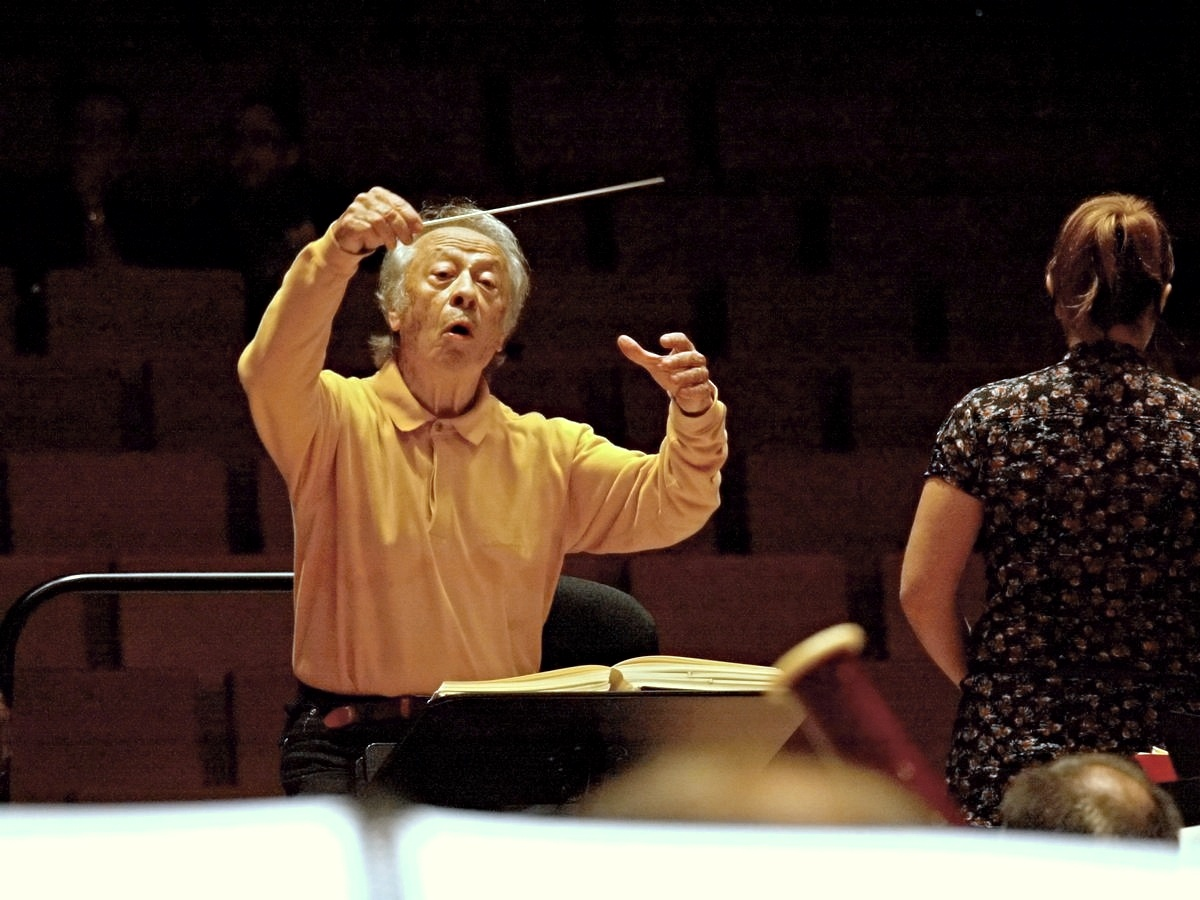
Italiaanse dirigent Alberto Zedda (2010)
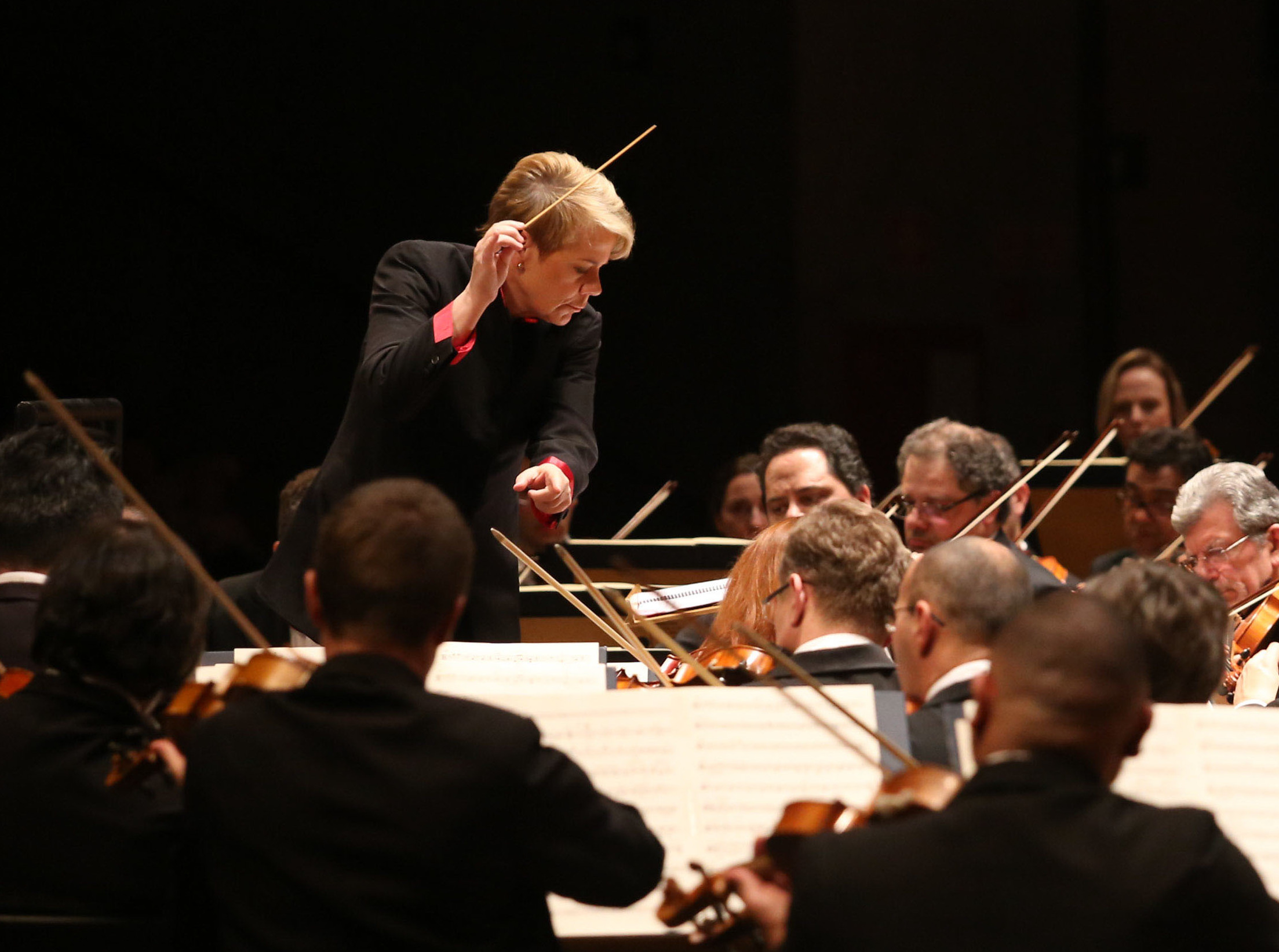
Amerikaanse dirigente Marin Alsop (2017)
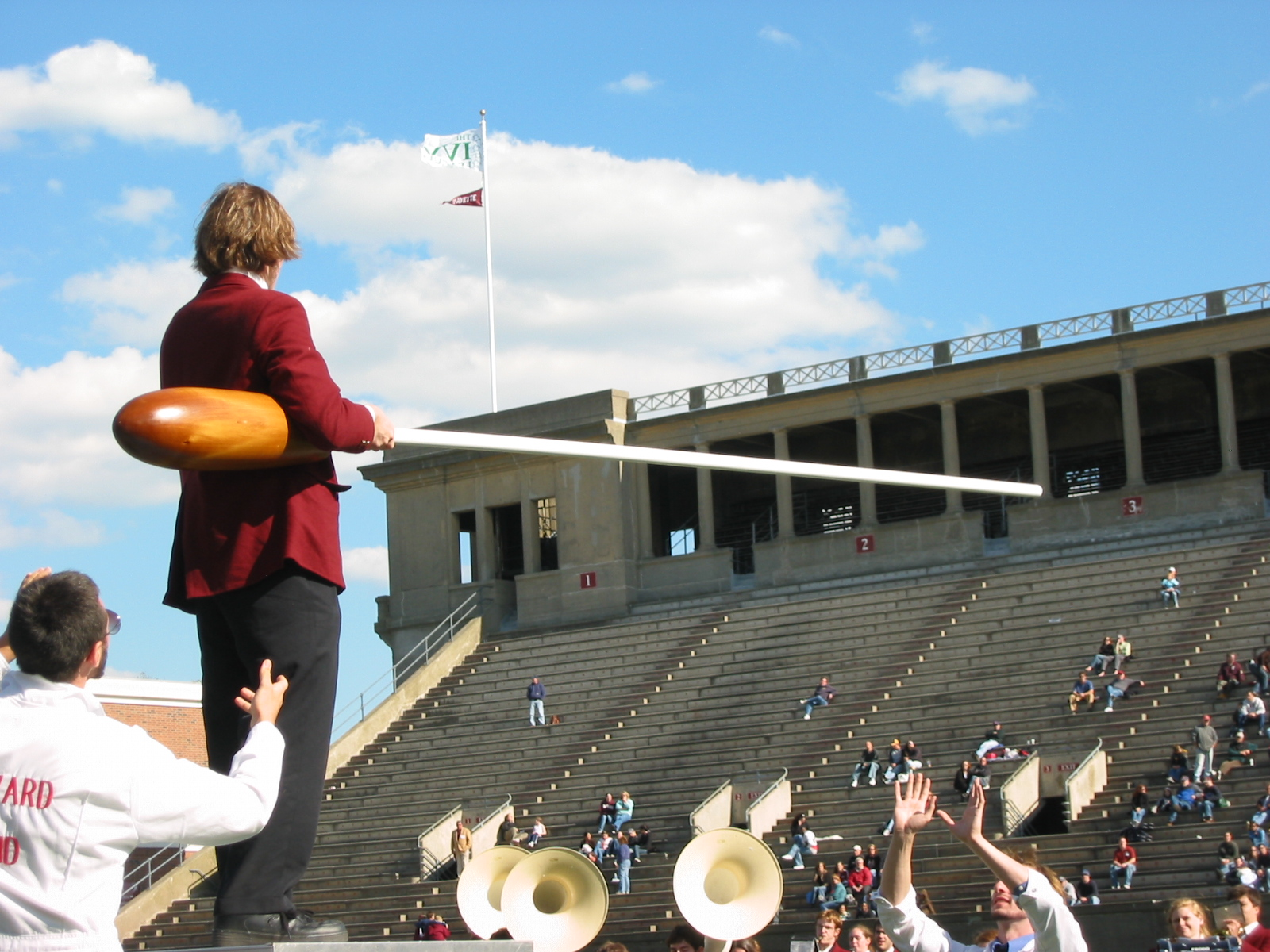
Grootste dirigeerstok bij de Harvard University Band (2006)
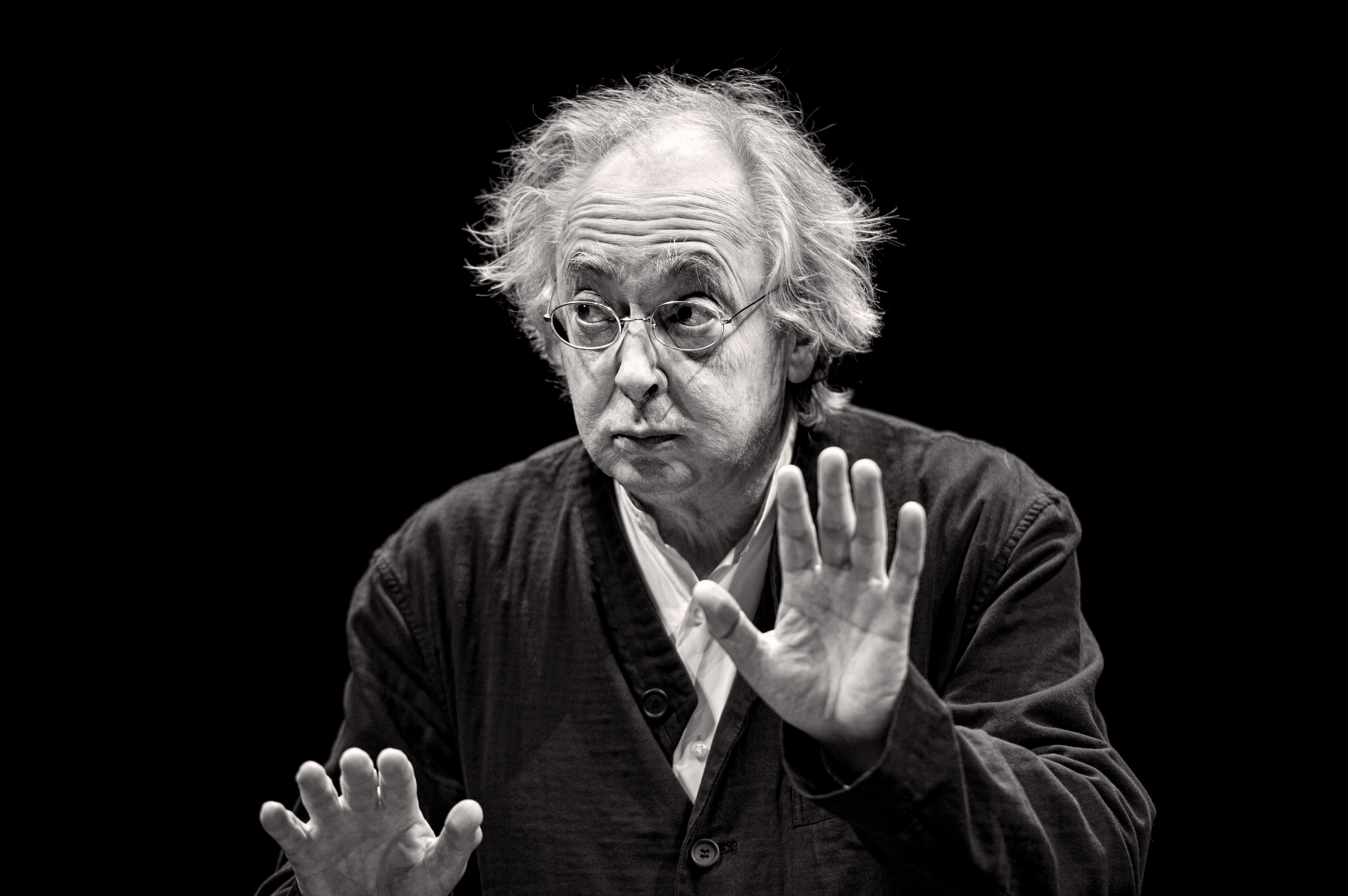
Dirigent zonder stok: Philippe Herreweghe

## Zonder stok
Er zijn ook dirigenten die het gebruik van de baton afwijzen en alleen met hun handen dirigeren omdat ze daarmee een grotere expressie denken te kunnen overbrengen. Dat gold voor bijvoorbeeld Pierre Boulez, Leopold Stokowski en Dimitri Mitropoulos. Hun voorbeeld was de Rus Vasili Safonov (1852-1918), de eerste moderne stokloze dirigent. Hij had bij een repetitie zijn baton vergeten en dirigeerde toen maar met zijn handen. Dit beviel hem zo goed, dat hij daarna alleen nog maar zonder stok dirigeerde. Hetzelfde gold voor Eduard van Beinum, die tijdens een concert zijn stok had laten vallen en het sindsdien zonder deed. Ook dirigenten van kleinere ensembles en koren en aanhangers van de 'historisch geïnformeerde' uitvoeringspraktijk van oude muziek gebruiken meestal geen dirigeerstok. Dirigenten die vanachter de piano of het klavecimbel dirigeren hebben de handen niet vrij voor een dirigeerstok, wat ook geldt voor een 'Stehgeiger' als André Rieu en voor Candida Thompson, die Amsterdam Sinfonietta leidt in de dubbele rol van dirigente en concertmeester. Kurt Masur kon door een medische oorzaak geen stok hanteren.